# بيوران عليا
بيوران عليا هي قرية في مقاطعة سردشت، إيران. يقدر عدد سكانها بـ 560 نسمة بحسب إحصاء 2016.